# Pseudomugil mellis
Pseudomugil mellis là một loài cá thuộc họ Pseudomugilidae. Nó là loài đặc hữu của Úc. 
Nó có màu mật ong nhạt, con trưởng thành dại 3 cm. Con cái có vây trong.